# أمبر نبين
أمبر نبين (بالإنجليزية: Amber Neben) (و. 1975  م) هي دراجة أمريكية، ولدت في إرفاين، شاركت في الألعاب الأولمبية الصيفية 2012، والألعاب الأولمبية الصيفية 2008.

## التعليم
تعلمت في جامعة نبراسكا- لينكولن، وجامعة كاليفورنيا، إرفاين.

### سباقات أو مراحل فاز بها
| التاريخ        | السباق                                                                             | المركز                                          |
| -------------- | ---------------------------------------------------------------------------------- | ----------------------------------------------- |
| 01 يناير 2001  | سباق الطريق للسيدات في بطولة الولايات المتحدة 2001                                 |                                                 |
| 01 يناير 2002  | سباق الطريق للسيدات في بطولة الولايات المتحدة 2002                                 |                                                 |
| 01 يناير 2002  | سباق الطريق ضد الساعة للسيدات في بطولة الولايات المتحدة 2002                       |                                                 |
| 05 مايو 2002   | 2002 Gracia-Orlová                                                                 |                                                 |
| 01 يونيو 2002  | Coupe du monde cycliste féminine de Montréal 2002                                  | العاشر في التصنيف العام                         |
| 18 أغسطس 2002  | Grande Boucle Féminine Internationale 2002                                         | الثامن في تصنيف الجبال، التاسع في التصنيف العام |
| 01 يناير 2003  | سباق الطريق ضد الساعة للسيدات في بطولة الولايات المتحدة 2003                       |                                                 |
| 23 أبريل 2003  | فليش والون للسيدات 2003                                                            | السابع في التصنيف العام                         |
| 05 يونيو 2003  | Tour du Grand Montréal 2003                                                        |                                                 |
| 13 يوليو 2003  | طواف إيطاليا للسيدات 2003                                                          | السابع في التصنيف العام                         |
| 01 يناير 2004  | سباق الطريق ضد الساعة للسيدات في بطولة الولايات المتحدة 2004                       |                                                 |
| 02 مايو 2004   | Tour of the Gila (women) 2004                                                      |                                                 |
| 22 مايو 2005   | Tour de l'Aude Cycliste Féminin 2005                                               |                                                 |
| 26 يونيو 2005  | سباق الطريق ضد الساعة للسيدات في بطولة الولايات المتحدة 2005                       |                                                 |
| 01 يناير 2006  | 2006 Gracia-Orlová                                                                 |                                                 |
| 26 مارس 2006   | Redlands Bicycle Classic (women) 2006                                              |                                                 |
| 21 مايو 2006   | Tour de l'Aude Cycliste Féminin 2006                                               |                                                 |
| 06 يوليو 2006  | سباق الطريق ضد الساعة للسيدات في بطولة الولايات المتحدة 2006                       |                                                 |
| 08 يوليو 2006  | سباق الطريق للسيدات في بطولة الولايات المتحدة 2006                                 |                                                 |
| 23 يوليو 2006  | سباق تورينجيا للسيدات 2006                                                         |                                                 |
| 25 مارس 2007   | Redlands Bicycle Classic (women) 2007                                              |                                                 |
| 06 مايو 2007   | Giro di San Marino 2007                                                            |                                                 |
| 13 يوليو 2007  | سباق الطريق ضد الساعة للسيدات في بطولة الولايات المتحدة 2007                       |                                                 |
| 16 يوليو 2007  | سباق الطريق للسيدات في بطولة الولايات المتحدة 2007                                 |                                                 |
| 29 يوليو 2007  | سباق تورينجيا للسيدات 2007                                                         |                                                 |
| 18 أغسطس 2007  | 2007 La Route de France                                                            | الأول في التصنيف العام، الثاني في تصنيف الجبال  |
| 16 سبتمبر 2007 | 2007 Chrono Champenois–Trophée Européen                                            |                                                 |
| 02 مايو 2008   | Grand Prix de Suisse ITT 2008                                                      |                                                 |
| 13 سبتمبر 2008 | 2008 تور دي آرديش للسيدات                                                          |                                                 |
| 14 سبتمبر 2008 | 2008 Chrono Champenois–Trophée Européen                                            |                                                 |
| 24 سبتمبر 2008 | سباق الزمن للسيدات في بطولة العالم 2008                                            |                                                 |
| 29 مارس 2009   | Redlands Bicycle Classic (women) 2009                                              |                                                 |
| 06 سبتمبر 2009 | Memorial Davide Fardelli (women's race) 2009                                       |                                                 |
| 28 فبراير 2010 | Women's Tour of New Zealand 2010                                                   |                                                 |
| 24 يونيو 2010  | سباق الطريق ضد الساعة للسيدات في بطولة الولايات المتحدة 2010                       |                                                 |
| 05 سبتمبر 2010 | Memorial Davide Fardelli (women's race) 2010                                       |                                                 |
| 01 يناير 2011  | 2011 Nature Valley Grand Prix Women                                                |                                                 |
| 03 أبريل 2011  | Redlands Bicycle Classic (women) 2011                                              |                                                 |
| 24 أبريل 2011  | Grote Prijs Stad Roeselare 2011                                                    |                                                 |
| 23 يونيو 2011  | سباق الطريق ضد الساعة للسيدات في بطولة الولايات المتحدة 2011                       |                                                 |
| 24 يوليو 2011  | سباق تورينجيا للسيدات 2011                                                         |                                                 |
| 04 سبتمبر 2011 | Memorial Davide Fardelli (women's race) 2011                                       |                                                 |
| 16 أكتوبر 2011 | 2011 Chrono des Nations (women's race)                                             | الأول في التصنيف العام                          |
| 15 مارس 2012   | Grand Prix el Salvador 2012                                                        |                                                 |
| 28 مايو 2012   | Exergy Tour 2012                                                                   |                                                 |
| 21 يونيو 2012  | سباق الطريق ضد الساعة للسيدات في بطولة الولايات المتحدة 2012                       |                                                 |
| 21 أكتوبر 2012 | 2012 Chrono des Nations (women's race)                                             | الأول في التصنيف العام                          |
| 01 يناير 2015  | 2015 Joe Martin Stage Race Women                                                   |                                                 |
| 12 أبريل 2015  | Redlands Bicycle Classic (women) 2015                                              |                                                 |
| 23 مايو 2015   | سباق الطريق ضد الساعة للسيدات في بطولة الولايات المتحدة 2015                       |                                                 |
| 15 أغسطس 2015  | 2015 La Route de France                                                            |                                                 |
| 27 مايو 2016   | سباق الطريق ضد الساعة للسيدات في بطولة الولايات المتحدة 2016                       |                                                 |
| 03 يونيو 2016  | Chrono Gatineau Woman 2016                                                         | الأول في التصنيف العام                          |
| 14 أغسطس 2016  | 2016 La Route de France                                                            | الأول في التصنيف العام                          |
| 11 أكتوبر 2016 | سباق الزمن للسيدات في بطولة العالم 2016                                            |                                                 |
| 07 مايو 2017   | Redlands Bicycle Classic (women) 2017                                              |                                                 |
| 24 يونيو 2017  | سباق الطريق ضد الساعة للسيدات في بطولة الولايات المتحدة 2017                       |                                                 |
| 25 يونيو 2017  | سباق الطريق للسيدات في بطولة الولايات المتحدة 2017                                 |                                                 |
| 03 مايو 2018   | Contre-la-montre féminin aux championnats panaméricains de cyclisme sur route 2018 |                                                 |
| 08 يونيو 2018  | Chrono Gatineau Woman 2018                                                         | الأول في التصنيف العام                          |
| 21 يونيو 2018  | سباق الطريق ضد الساعة للسيدات في بطولة الولايات المتحدة 2018                       |                                                 |
| 13 يوليو 2018  | 2018 Chrono Kristin Armstrong (women)                                              | الأول في التصنيف العام                          |
| 17 مارس 2019   | Redlands Bicycle Classic (women) 2019                                              |                                                 |
| 01 مايو 2019   | Contre-la-montre féminin aux championnats panaméricains de cyclisme sur route 2019 |                                                 |
| 07 يونيو 2019  | Chrono Gatineau Woman 2019                                                         | الأول في التصنيف العام                          |
| 27 يونيو 2019  | سباق الطريق ضد الساعة للسيدات في بطولة الولايات المتحدة 2019                       |                                                 |
| 17 يونيو 2021  | سباق الطريق ضد الساعة للسيدات في بطولة الولايات المتحدة على الطريق 2021            |                                                 |
| 23 يونيو 2022  | سباق الزمن على الطريق للسيدات في بطولة الولايات المتحدة على الطريق 2022            |                                                 |
| 18 أبريل 2023  | Contre-la-montre féminin aux championnats panaméricains de cyclisme sur route 2023 | الأول في التصنيف العام                          |
| 22 يونيو 2023  | 2023 United States of America National Road Cycling Championships - Women ITT      |                                                 |
| 16 سبتمبر 2023 | Chrono Gatineau Woman 2023                                                         |                                                 |
| 15 مايو 2024   | 2024 United States of America National Road Cycling Championships - Women ITT      |                                                 |
| 21 مايو 2024   | 2024 PanAmerican Road Race Championships - Women ITT                               | الأول في التصنيف العام                          |

## روابط خارجية
- أمبر نبين على موقع الاتحاد الدولي للدراجات (الإنجليزية)
- أمبر نبين على موقع أرشيف الدراجات (الإنجليزية)
- أمبر نبين على موقع إحصائيات الدراجات الإحترافية (الإنجليزية)
- أمبر نبين على موقع نسبة الدراجات (الإنجليزية)
- أمبر نبين على موقع CycleBase (الإنجليزية)
- أمبر نبين على موقع أوليمبيديا (الإنجليزية)